# Alvamaja chlorometallica
Alvamaja chlorometallica är en tvåvingeart som beskrevs av Knut Rognes 2010. Alvamaja chlorometallica ingår i släktet Alvamaja och familjen gråsuggeflugor.
Artens utbredningsområde är Serbien. Inga underarter finns listade i Catalogue of Life.